# 17431 Sainte-Colombe
17431 Sainte-Colombe este o planetă minoră (asteroid), cu un diametru de 4,391 km, din centura de asteroizi. A fost descoperită pe 3 septembrie 1989 la Observatorul din Haute-Provence de Eric Walter Elst și a fost numită după Jean de Sainte-Colombe⁠(d). 
Obiectul prezintă o orbită caracterizată de o semiaxă mare de 2,3467275 UAi, o excentricitate de 0,13, o înclinație de 6,73755 ° în raport cu ecliptica.